# Caldeira e Capelinhos - Ilha do Faial
Caldeira e Capelinhos - Ilha do Faial este o arie protejată (arie de protecție specială avifaunistică — SPA) din Portugalia întinsă pe o suprafață de 2.047,1 ha, integral pe uscat.

## Localizare
Centrul sitului Caldeira e Capelinhos - Ilha do Faial este situat la coordonatele 38°35′00″N 28°45′00″W / 38.5833°N 28.75°V.

## Înființare
Situl Caldeira e Capelinhos - Ilha do Faial a fost declarat arie de protecție specială avifaunistică în martie 1990 pentru a proteja 18 specii de plante și 16 specii de animale.

## Biodiversitate
Situată în ecoregiunea , aria protejată conține 18 habitate naturale: Vegetație anuală la limita mareei, Vegetație perenă pe țărmurile stâncoase, Faleze cu floră endemică de pe coastele macaroneziene, Lacuri și iazuri distrofice naturale, Iazuri temporare mediteraneene, Pajiști macaroneziene cu vegetație endemică, Tufărișuri termo-mediteraneene și de pre-deșert, Pajiști mezofile macaroneziene, Mlaștini oligotrofe degradate, capabile încă de regenerare naturală, Turbării de acoperire (* exclusiv pentru turbării active), Mlaștini turboase de tranziție și turbării mișcătoare, Pante stâncoase silicioase cu vegetație casmofită, Roci stâncoase cu vegetație pionieră de Sedo-Scleranthion sau Sedo albi-Veronicion dillenii, Peșteri inaccesibile publicului, Câmpuri de lavă și excavații naturale, Mlaștini împădurite, Păduri macaroneziene de dafin (Laurus, Ocotea), Păduri endemice cu Juniperus spp..
La baza desemnării sitului se află mai multe specii protejate:
- plante (18): Ammi trifoliatum, Arceuthobium azoricum, Azorina vidalii, Culcita macrocarpa, Erica scoparia subsp. azorica, Euphorbia stygiana, Euphrasia grandiflora, Frangula azorica, isoëtes azorica (Isoetes azorica), Lactuca watsoniana, Melanoselinum decipiens, Myosotis maritima, Picconia azorica, Rumex azoricus, Sanicula azorica, Spergularia azorica, Trichomanes speciosum, Woodwardia radicans
- păsări (16): rață pitică (Anas crecca), rață mare (Anas platyrhynchos), stârc cenușiu (Ardea cinerea), pietruș (Arenaria interpres), Calidris alba, Calonectris diomedea, prundăraș de sărătură (Charadrius alexandrinus), Columba palumbus azorica, egretă mică (Egretta garzetta), lișiță (Fulica atra), Larus marinus, pescăruș râzător (Larus ridibundus), Numenius phaeopus, Plectrophenax nivalis, Sterna dougallii, chiră de baltă (Sterna hirundo)

Pe lângă speciile protejate, pe teritoriul sitului au mai fost identificate 24 de specii de plante, 18 specii de păsări, 1 specie de mamifere.